# Tvåfrontskrig
Tvåfrontskrig innebär att föra krig från två håll. Oftast är det fientliga styrkor som finns i två olika väderstreck vilket leder till att den krigförande måste splittra sina styrkor medan fienden kan koncentrera sina på en front. 
Ett exempel är första världskriget (1914–1918) där Tyskland misslyckades med att genomföra Schlieffenplanen som gick ut på att snabbt slå ut Frankrike för att sedan rusa trupper österut mot Ryssland. Istället blev tyskarna tvungna att splittra sina militära resurser i en långvarig kampanj mot båda fiender som inte tog slut förrän 1918 med freden i Brest-Litovsk då Ryssland drog sig ur kriget. Det visade sig dock att detta kom alltför sent för att ha ett avgörande på kriget och Tyskland blev besegrat.
Under andra världskriget (1939–1945) lyckades Nazityskland inledningsvis undvika det tvåfrontskrig tyskarna ansåg låg bakom Tysklands förlust under första världskriget. 1939, under invasionen av Polen i öster, förhöll sig Frankrike passivt och Tyskland kunde koncentrera sina trupper i öst medan endast mindre styrkor vaktade gränsen till Frankrike. Genom Molotov-Ribbentrop-pakten garanterades Sovjetunionens samarbete under invasionen av Polen, men också dess passivitet under invasionen av Frankrike 1940. Återigen hade tyskarna undvikit tvåfrontskriget och kunde koncentrera sig på att slå ut en fiende i taget. När turen kom till Sovjetunionen 1941 avleddes endast relativt små tyska styrkor till fronten i Nordafrika, samt ockupation av Jugoslavien och Grekland. Detta visade sig inte vara nog för att besegra Sovjetunionen. 1943 öppnades en ny front i Italien och 1944 var man fångad i det klassiska tvåfrontskriget från första världskriget efter att de västallierade invaderat Frankrike. Tyskland förlorade kriget.
Ett land som däremot lyckades utkämpa ett tvåfrontskrig var USA som bekämpade både Japan och Tyskland under andra världskriget.

## Tvåfrontskrig som metafor
Termen har även använts i Sverige. Tidigare socialdemokratiske partisekreteraren m.m. Sven Andersson använde begreppet i sin bok "På Per Albins tid" (Tiden 1980) som innehåller ett kapitel med denna rubrik. Han avsåg då arbetarrörelsens kamp för att freda demokratin både åt höger (mot nazism och fascism) och åt vänster (mot kommunism). Författaren och journalisten Anna-Lena Lodenius satte rubriken "Tvåfrontskrig" på en bok om fackföreningsrörelsens motsvarande kamp fram till år 1960 (boken kom ut på Hjalmarsson & Högberg 2002).